# Kirara Shiraishi
Kirara Shiraishi (japanisch 白石 黄良々 Shiraishi Kirara, * 31. Mai 1996, in Izumi, Präfektur Kagoshima) ist ein japanischer Leichtathlet, der sich auf den Sprint spezialisiert hat.

## Sportliche Laufbahn
Erste internationale Erfahrungen sammelte Kirara Shiraishi bei den IAAF World Relays 2019 in Yokohama, bei denen er in der 4-mal-200-Meter-Staffel in 1:23,15 min den fünften Platz belegte. Im 200-Meter-Lauf qualifizierte er sich zudem für die Weltmeisterschaften in Doha, bei denen er mit 20,62 s im Vorlauf ausschied. Zudem gewann er mit der japanischen 4-mal-100-Meter-Staffel in neuem Asienrekord von 37,43 s die Bronzemedaille hinter den Teams aus den Vereinigten Staaten und dem Vereinigten Königreich.

## Persönliche Bestzeiten
- 100 Meter: 10,19 s (+1,2 m/s), 28. April 2019 in Hiroshima
- 200 Meter: 20,27 s (+0,8 m/s), 17. August 2019 in Fukui